# 에어버스 코어포레이트 제트
에어버스 코어포레이트 제트(영어: Airbus Corperate Jets, ACJ), 은 에어버스사의 민간 여객기를 기반으로 제작된 비즈니스 전용기로서 미국 보잉사의 보잉 비즈니스 제트에 대항하기 위하여 제작되었다. ACJ사업은 지난 1997년 A319 여객기를 바탕으로 시작되었으며 현재 A330, A340 등 광폭동체 항공기로 확대해 나가고 있다. ACJ는 과거 생산된 에어버스 A300과 에어버스 A310 여객기를 개조, 비즈니스 제트기 제작사업도 실시하였다.

## 종류[1]

### 협동체기
에어버스 ACJ319neo
- 에어버스 A319neo 여객기를 바탕으로 제작된 항공기로서, 현재 개발단계에 있다.

에어버스 ACJ320neo
- 에어버스 A320neo 여객기를 바탕으로 제작된 항공기로서, 현재 개발단계에 있다.

### 광동체기
에어버스 ACJ330neo
- 에어버스 A330neo 여객기를 바탕으로 제작된 항공기로서, 60명의 승객을 수송하며 19,500km를 비행할 수 있어 무기착 횡단이 가능한 기종이다. 현재 개발중이다.

에어버스 ACJ350
- 에어버스 A350 여객기를 바탕으로 제작된 항공기로서, 일부 ACJ340, ACJ380을 대체할 능력을 지닌 항공기이다. 25명의 승객을 수송하며 20,000km를 비행할 수 있어 지구둘레의 대부분을 무기착 비행할 수 있다.

## 주문 및 인도 현황
주문 및 인도 현황은 아래와 같다.
| 기종 | A300 | A310 | A318 | A319 | A319neo | A320 | A320neo | A321 | A330-200 | A340-2/300 | A340-5/600 | A350-900 | 합계 |
| ---- | ---- | ---- | ---- | ---- | ------- | ---- | ------- | ---- | -------- | ---------- | ---------- | -------- | ---- |
| 주문 | 3    | 3    | 20   | 79   | 2       | 18   | 6       | 1    | 58       | 7          | 7          | 1        | 205  |
| 인도 | 3    | 3    | 20   | 77   | 0       | 18   | 0       | 1    | 40       | 7          | 7          | 0        | 176  |
| 운항 | 0    | 21   | 20   | 74   | 0       | 21   | 0       | 1    | 40       | 13         | 9          | 0        | 199  |